# Sărata Nouă
Sărata Nouă è un comune della Moldavia situato nel distretto di Leova di 1.476 abitanti al censimento del 2004